# Picos de Aspe
Picos de Aspe – szczyt w Pirenejach Zachodnich. Leży w Hiszpanii w prowincji Huesca, regionie Aragonia, blisko granicy z Francją. U stóp szczytu, w pobliżu miejscowości Canfranc znajduje się ośrodek narciarski Candanchú.